# 大板煤电化基地
大板煤电化基地是中华人民共和国内蒙古自治区赤峰市巴林右旗下辖的一个类似乡级单位，亦是煤电化产业的工业园区，列入赤峰市“双千双百万”重点工业园区、赤锡经济合作示范区‘水煤组合’园区、“自治区第六批循环经济示范园区”。
来自巴林右旗政府办、2015年的信息称，巴林右旗毗邻锡林郭勒盟煤炭产区，距白音华、巴彦乌拉等大型煤田较近。综合考虑煤炭资源、水资源、电力资源、环境容量以及铁路运距、运力等因素，使巴林右旗具有发展煤电化产业的优势和条件。规划建设的大板煤电化基地总面积136平方公里，一期建设面积56平方公里，已完成土地储备20平方公里。逐步形成煤化工、煤炭物流、电力、新型建材等产业格局。
巴林右旗2016年度政府工作报告称，大板煤电化基地已完成基础设施投资3.8亿元，入驻企业35家，达产企业32家。

## 行政区划
大板煤电化基地下辖以下地区：
大板煤电化基地虚拟社区。